# Touria Alaoui
Touria Alaoui (Casablanca, 21 de septiembre de 1970) es una actriz de cine, teatro y televisión marroquí.

## Trayectoria
Nació en Casablanca y es oriunda de Uarzazat.
Se graduó en el Instituto de Arte Dramático de Rabat.

## Vida personal
Está casada con el actor y director de cine Naoufel Berraoui.

## Filmografía parcial

### Largometrajes
- L'enfance volée (1993) [7][8]

- Tarfaya (2004) [9][10]
- Youm ou Lila (2013) [11]

### Cortometrajes
- Liberté provisoire (2007) [12]
- Margelle (2012) [13]
- De l'eau et du sang (2014) [14]

## Premios y reconocimientos
- 2014 Homenaje en el Festival de cine árabe en Malmo.[15]
- 2021 Homenaje en el Festival Internacional de Cine de Mujeres de Salé (Marruecos).[16]